# Station Warszawa Wileńska
Station Warszawa Wileńska is een spoorwegstation in het stadsdeel Praga in de Poolse hoofdstad Warschau.